# Watheroo
Watheroo es un pueblo australiano en la región de Wheatbelt, en Australia Occidental. Hay 181 residentes, según el censo de 2016.

## Historia
La tierra en el área fue colonizada por James Oliver en 1851, el área fue inspeccionada en 1871 y el nombre Watheroo fue trazado por primera vez. Watheroo es una próspera ciudad agrícola de Wheatbelt, que cultiva ganado y cereales. La ciudad era una estación original en la línea de ferrocarril de Midland Railway Company a Walkaway. El municipio se publicó en 1907.

### Ferrocarril
Tras las inundaciones a lo largo del río Moore en 1907, las líneas ferroviarias entre Watheroo y Moora se cerraron durante algún tiempo cuando algunas partes de la vía fueron arrasadas. Los servicios ferroviarios se vieron nuevamente afectados en 1917 cuando cayeron 43 mm (1,7 pulgadas) de lluvia en tres horas, lo que provocó que se sumergieran más inundaciones, lavaderos y la vía férrea de la ciudad.

## Etimología
El nombre es de origen indígena australiano y era el nombre de un manantial cercano. La palabra Watheroo se deriva de la palabra wardo que significa pajarito o más específicamente la lavandera willy o de la palabra wardoro que significa agua.